# ۴۵۹ (خورشیدی)
۴۵۹ چهارصد و پنجاه و نهمین سال هجری خورشیدی است.